# Live Texxas Jam '78
Live Texxas Jam '78 es un video en directo (VHS) de la banda estadounidense de hard rock Aerosmith, filmada el cuarto fin de semana de julio en el Cotton Bowl de Dallas, donde actuaron como cabezas de cartel en el Texxas World Music Festival. Se publicó a través de CBS/Fox Video el 25 de abril de 1989.

## Lista de canciones
1. "Rats in the Cellar"
2. "Seasons of Wither"
3. "I Wanna Know Why"
4. "Walkin' The Dog"
5. "Walk This Way"
6. "Lick and a Promise"
7. "Get The Lead Out"
8. "Draw the Line"
9. "Sweet Emotion"
10. "Same Old Song and Dance"
11. "Milk Cow Blues"
12. "Toys in the Attic"

## Miembros de la banda
- Tom Hamilton
- Joey Kramer
- Joe Perry
- Steven Tyler
- Brad Whitford

- Datos: Q848634